# Gavin Williamson
Pour les articles homonymes, voir Gavin Williamson (homonymie) et Williamson.
Gavin Alexander Williamson, né le 25 juin 1976 à Scarborough, est un homme politique britannique, membre du Parti conservateur.

## Origines, études et débuts
Gavin Williamson est originaire de Scarborough, dans le nord du Yorkshire. Ses deux parents sont des électeurs travaillistes. Il fait ses études à l'école primaire de East Ayton, au collège Raincliffe et au collège Scarborough Sixth Form, où il étudie les sciences politiques et l'économie. Il obtient un BSc en sciences sociales à l'université de Bradford.
Il est l'avant-dernier président national de Conservative Students, avant que le poste ne soit supprimé en 1998 et que les mouvements de jeunesse ne fusionnent au sein de Conservative Future. Il est élu conseiller général en 2001 dans le Yorkshire du Nord, poste supprimé en 2005. Par ailleurs, il est vice-président du Parti conservateur du Staffordshire, président de l'association conservatrice de Stoke-on-Trent et vice-président pour le Derbyshire Dales.
Il travaille dans l'industrie de la poterie dans le Staffordshire et dans la conception architecturale.
Aux élections générales de 2005, il se présente, sans succès, pour le Parti conservateur à Blackpool North et Fleetwood. Après 2005, il déménage dans le Derbyshire.

## Carrière parlementaire
Aux élections générales de 2010, Gavin Williamson est élu pour Staffordshire South et est nommé secrétaire parlementaire privé (PPS) d'Hugo Swire, ministre d'État pour l'Irlande du Nord, en octobre 2011. En septembre 2012, il devient PPS de Patrick McLoughlin, secrétaire d'État aux Transports, et en 2013, PPS du Premier ministre David Cameron.
En octobre 2013, il est réprimandé par le président de la Chambre des Communes, John Bercow, pour avoir été bruyant lors des questions au Premier ministre.
Il fait campagne pour que le Royaume-Uni reste dans l'Union européenne au cours du référendum sur l'appartenance du Royaume-Uni à l'Union européenne.
Après la démission de David Cameron, Gavin Williamson s'investit pour empêcher Boris Johnson de devenir le chef du Parti conservateur. Il estime alors que Theresa May serait la meilleure candidate pour battre ce dernier, et lui offre son aide, devenant son de directeur de campagne. Après la victoire de Theresa May, il est nommé Chief Whip à la Chambres des communes et secrétaire parlementaire du Trésor.
À la suite des élections générales de 2017, il se rend à Belfast, afin de discuter des dispositions du pacte de coalition avec le DUP.
Le 2 novembre 2017, il est nommé Secrétaire d'État à la Défense, après la démission de Michael Fallon.
Il doit quitter ses fonctions à la demande de Theresa May après avoir participé aux fuites sur la participation de l'entreprise Huawei à l'installation du réseau 5G au Royaume-Uni.
Il est, entre le 24 juillet 2019 et le 15 septembre 2021, secrétaire d'État à l'Éducation dans le gouvernement Johnson. En décembre 2020, il soutient que le Royaume-Uni, par opposition aux membres de l'Union européenne, est « un pays bien meilleur que chacun d'entre eux »,. En novembre 2021, il soutient que le Royaume-Uni devrait « reconnaître l'indépendance du Somaliland »,,. 
Nommé ministre sans portefeuille dans le gouvernement de Rishi Sunak, il est rapidement contraint à la démission à la suite d’accusations de harcèlement.

## Vie privée et distinction
Il est marié à Joanne Eland, une ancienne professeur d'école primaire. Le couple a deux filles, Annabel et Grace.
En 2016, il est nommé commandeur de l'ordre de l'Empire britannique (CBE). Il quitte le gouvernement le 15 septembre 2021.